# Model (document)
Een model, modeldocument of standaarddocument is een voorbeeld voor een document. Een model kan gericht zijn op de inhoud van een document, op de vorm ervan of op beide.

## Modellen die op de inhoud zijn gericht
Als een model gericht is op de inhoud dan is het doel ervoor te zorgen dat het document compleet is en er dus niets vergeten wordt. Vaak gaat het ook om de formulering, zodat de inhoud van het document duidelijk en ondubbelzinnig is. Voorbeelden van op inhoud gerichte modellen zijn:
- modelcontract
- modelverordening

## Modellen die op de vorm zijn gericht
Als een model gericht is op de vorm dan is het doel om de opmaak en de indeling aantrekkelijk te laten zijn. Vaak is het doel dan ook om de uitstraling van een organisatie ook in haar documenten te presenteren. Modellen dienen dan om de huisstijl van de organisatie te ondersteunen. Modellen die in kantoorsoftware zijn opgenomen worden meestal als 'format' aangeduid en zijn meestal op de inhoud gericht. Voorbeelden van op vorm gerichte modellen zijn:
- model voor een brief
- model voor een notitie of rapport
- model voor een presentatie